# Pop Idol
Pop Idol là một chương trình truyền hình và cuộc thi âm nhạc được tổ chức tại Vương Quốc Anh để tìm ra những ca sĩ trẻ tài năng. Cuộc thi được phát sóng trên kênh ITV bắt đầu từ ngày 5 tháng 10 năm 2001. Mùa thứ hai của cuộc thi được phát sóng vào năm 2003. Kết quả của cuộc thi được tính trên sự bình chọn của khán giả đối với ca sĩ mà họ yêu thích.
Cuộc thi Pop Idol sau khi ra mắt đã gây tiếng vang lớn tại Vương quốc Anh và sau đó đã được nhiều nước trên thế giới mua bản quyền làm thành các chương trình Idol của riêng nước mình, tạo thành một hệ thống các cuộc thi Idol trên khắp thế giới. Trong đó những chương trình Idol tiêu biểu được biết đến như American Idol (Mỹ), Australian Idol (Úc), Canadian Idol (Canada) và một loạt các chương trình Idol khác được tổ chức tại nhiều nước trên thế giới như Iceland, Thụy Điển, Phần Lan, Đan Mạch, Hà Lan, ba nước chung nhau Serbia-Montenegro-Macedonia, Nam Phi, khu vực Tây Phi, Ấn Độ, New Zealand, Indonesia, Philippines, Singapore, Malaysia, Việt Nam... làm thành cơn sốt Idol trên toàn thế giới.
Cuộc thi được Simon Fuller, nhà sản xuất âm nhạc của hãng 19 Entertainment thành lập và nắm bản quyền.

## Kết quả

### Mùa 1 (2001-2002)
Thí sinh được tô màu hồng là người chia tay cuộc chơi. Tên người chiến thắng được tô highlight bằng màu xanh lá. Chỉ số trong ngoặc cho biết số lần thí sinh rơi vào nhóm không an toàn.
- Dựa theo số liệu bình chọn trong quyển Pop Idol

| Ngày        | Nhóm 3 Không An Toàn | Nhóm 3 Không An Toàn | Nhóm 3 Không An Toàn |
| 15 tháng 12 | Korben               | Laura Doherty        | Jessica Garlick      |
| 22 tháng 12 | Jessica Garlick (2)  | Laura Doherty (2)    | Rosie Ribbons        |
| 29 tháng 12 | Aaron Bayley         | Rosie Ribbons (2)    | Laura Doherty (3)    |
| 05 tháng 1  | Laura Doherty (4)    | Rosie Ribbons (3)    | Zoë Birkett          |
| Ngày        | Nhóm 2 Không An Toàn | Nhóm 2 Không An Toàn |                      |
| 12 tháng 1  | Rosie Ribbons (4)    | Hayley Evetts        |                      |
| 19 tháng 1  | Hayley Evetts (2)    | Zoë Birkett (2)      |                      |
| 26 tháng 1  | Zoë Birkett (3)      | Darius Danesh (2)    |                      |
| Ngày        | Nhóm 3 Không An Toàn | Nhóm 3 Không An Toàn |                      |
| 02 tháng 2  | Darius Danesh (3)    |                      |                      |
| 09 tháng 2  | Gareth Gates         | Will Young           |                      |

### Mùa 2 (2003)
Dưới đây là danh sách bài hát theo tuần của các thí sinh
 Tốp 12 (Bài hát của thần tượng)
- Kirsty Crawford – "I’m Outta Love", Anastacia
- Leon McPherson – "I Just Called To Say I Love You", Stevie Wonder
- Brian Ormond – "A Different Corner", George Michael
- Kim Gee – "River Deep, Mountain High,, Tina Turner
- Mark Rhodes – "With Or Without You", U2
- Susanne Manning – "Ironic", Alanis Morissette
- Andy Scott-Lee – "If Your Not The One", Daniel Bedingfield
- Sam Nixon – "Handbags & Gladrags", Stereophonics
- Michelle McManus – "All, Myself", Eric Carmen
- Marc Dillon – "To Love Somebody", Michael Bolton
- Roxanne Cooper – "You’re Still The One", Shania Twain
- Chris Hide – "Don’t Let The Sun Go Down On Me", Elton John

Không an toàn: Kirsty Crawford, Leon McPherson, Mark Rhodes

Bị loại: Leon McPherson, Kirsty Crawford

Người dẫn chương trình thông báo rằng Leon McPherson là thí sinh có ít số phiếu bình chọn nhất, kế đó là Kirsty Crawford.
 Tốp 10 (Bài hát trùng năm sinh)
- Marc Dillon – "Celebration", Kool & The Gang
- Susanne Manning – "Only You", Yazoo
- Sam Nixon – "True Colours", Cindi Lauper
- Kim Gee – "Hot Stuff", Donna Summer
- Chris Hide – "Heaven", Bryan Adams
- Mark Rhodes – "Imagine", John Lennon
- Roxanne Cooper – "Take My Breath Away", Berlin
- Andy Scott-Lee – "She's Out Of My Life", Michael Jackson
- Brian Ormond – "Honesty", Billy Joel
- Michelle McManus – "On The Radio", Donna Summer

Không an toàn: Brian Ormond, Kim Gee, Marc Dillon

Bị loại: Brian Ormond, Marc Dillon

Brian Ormond là thí sinh có ít số phiếu bình chọn nhất, và Marc Dillon ít thứ hai.
 Tốp 8 (Những bài hát do Elton John trình bày)
- Roxanne Cooper – "Sorry Seems To Be The Hardest Word"
- Chris Hide – "Circle Of Life"
- Andy Scott-Lee – "Can You Feel The Love Tonight"
- Michelle McManus – "Your Song"
- Sam Nixon – "I Want Love"
- Kim Gee – "The One"
- Mark Rhodes – "Something About The Way You Look Tonight"
- Susanne Manning – "I Guess That's Why They Call It The Blues"

Không an toàn: Kim Gee, Michelle McManus, Roxanne Cooper

Không an toàn: Kim Gee, Roxanne Cooper

Bị loại: Kim Gee
 Tốp 7 (Nhạc Disco)
- Susanne Manning – "Young Hearts Run Free", Candi Staton
- Andy Scott-Lee – "Rock With You", Michael Jackson
- Michelle McManus – "If I Can't Have You", Yvonne Elliman
- Mark Rhodes – "More Than A Woman", Tavares
- Sam Nixon – "Blame It On The Boogie", Michael Jackson
- Roxanne Cooper – "Can You Feel It", The Jackson Five
- Chris Hide – "Ain't Nobody", Chaka Khan

Không an toàn: Andy Scott-Lee, Chris Hide, Mark Rhodes

Không an toàn: Andy Scott-Lee, Chris Hide

Bị loại: Andy Scott-Lee
 Tốp 6 (Những bài hát của The Beatles)
- Sam Nixon – "With A Little Help From My Friends"
- Susanne Manning – "Ticket To Ride"
- Chris Hide – "The Long And Winding Road"
- Roxanne Cooper – "Let It Be"
- Michelle McManus – "Hey Jude"
- Mark Rhodes – "Help!"

Không an toàn: Mark Rhodes, Roxanne Cooper, Susanne Manning

Không an toàn: Mark Rhodes, Roxanne Cooper

Bị loại: Roxanne Cooper
 Tốp 5 (Big Band)
- Michelle McManus – "Feeling Good", Nina Simone
- Chris Hide – "Ain't That A Kick In The Head", Dean Martin
- Susanne Manning – "Cry Me A River", Julie London
- Mark Rhodes – "Have You Met Miss. Jones?", Robbie Williams
- Sam Nixon – "Mr. Bojangles", Sammy Davis Jr.

Không an toàn: Chris Hide, Susanne Manning

Bị loại: Susanne Manning
 Tốp 4 (Những bài hát Giáng Sinh)
- Mark Rhodes – "Merry Xmas Everybody", Slade
- Mark Rhodes – "Blue Christmas", Elvis Presley
- Sam Nixon – "I Wish It Could Be Christmas Everyday", Wizzard
- Sam Nixon – "Santa Claus Is Coming To Town", The Jackson Five
- Chris Hide – "Winter Wonderland", Dean Martin
- Chris Hide – "White Christmas", Bing Crosby
- Michelle McManus – "Merry Christmas Everybody", Shakin' Stevens
- Michelle McManus – "Oh Holy Night"

Không an toàn: Chris Hide, Mark Rhodes

Bị loại: Chris Hide
Tốp 3 (Bài hát do giám khảo lựa chọn)
- Sam Nixon – "Maggie May", Rod Stewart
- Sam Nixon – "Always", Bon Jovi
- Michelle McManus – "I Say A Little Prayer", Aretha Franklin
- Michelle McManus – "Without You", Harold Nilsson
- Mark Rhodes – "Back For Good", Take That
- Mark Rhodes – "If You Don't Know Me, Now", Harold Melvin & The Blue Notes

Bị loại: Sam Nixon
Tốp 2 (Lễ đăng quang)
- Mark Rhodes – "All This Time" (hát lần đầu)
- Michelle McManus – "All This Time" (hát lần đầu)
- Mark Rhodes – "She's Like The Wind", Patrick Swayze
- Michelle McManus – "On The Radio", Donna Summer
- Mark Rhodes – "Measure Of A Man" (hát lần đầu)
- Michelle McManus – "The Meaning Of Love" (hát lần đầu)

Về nhì: Mark Rhodes

Người chiến thắng: Michelle McManus 
- Có tham khảo số phiếu bình chọn trong quyển Pop Idol.

Ghi chú: Sau khi chương trình kết thúc, ấn bản chính thức của Pop Idol có đăng chi tiết số lượng bình chọn cho các thí sinh qua mỗi tuần thi. Trong nhiều trường hợp, ấn bản này cho rằng người dẫn chương trình có thể không cho biết những thí sinh có đang rơi vào nhóm 2/3 không an toàn hay không. Không nên hiểu rằng kết quả công bố bị sai hay nội dung ấn bản bị đánh sai. Tuy nhiên, thông thường những thí sinh có số phiếu bình chọn thấp nhất sẽ bị loại khỏi cuộc chơi, và kết quả của chương trình không thể thay đổi.
| Ngày        | Nhóm 3 Không An Toàn | Nhóm 3 Không An Toàn | Nhóm 3 Không An Toàn | Nhóm 3 Không An Toàn |
| 25 tháng 10 | Leon McPherson       | Kirsty Crawford      | Mark Rhodes          |                      |
| 01 tháng 11 | Brian Ormond         | Marc Dillon          | Kim Gee              |                      |
| 08 tháng 11 | Kim Gee (2)          | Roxanne Cooper       | Michelle McManus     |                      |
| 15 tháng 11 | Andy Scott-Lee       | Chris Hide           | Mark Rhodes (2)      |                      |
| 22 tháng 11 | Roxanne Cooper (2)   | Mark Rhodes (3)      | Susanne Manning      |                      |
| Ngày        | Nhóm 2 Không An Toàn | Nhóm 2 Không An Toàn |                      |                      |
| 29 tháng 11 | Susanne Manning (2)  | Chris Hide (2)       |                      |                      |
| 06 tháng 12 | Chris Hide (3)       | Mark Rhodes (4)      |                      |                      |
| Ngày        | Nhóm 3 Không An Toàn | Nhóm 3 Không An Toàn |                      |                      |
| 13 tháng 12 | Sam Nixon            |                      |                      |                      |
| 20 tháng 12 | Mark Rhodes (5)      | Michelle McManus (1) |                      |                      |